# Schrottgreifer

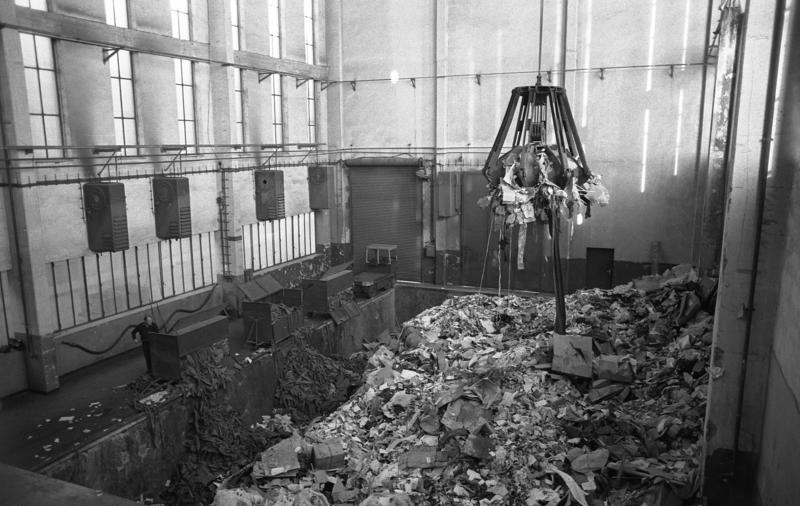
Schrottgreifer im Einsatz

Ein Schrottgreifer (auch Spinne, Polypgreifer, Mehrschalengreifer oder engl. Orange-Peel Grab) ist ein hydraulisch, elektro-hydraulisch, diesel-hydraulisch oder mechanisch (Seilzug) betriebenes Lasthebemittel zum Bewegen von Schrott, Steinen oder anderer loser Güter, wie z. B. auch Abfällen in Müllverbrennungsanlagen. Meist werden diese Greifer an Kranen oder hydraulischen Auslegern eingesetzt, so z. B. in Müllbunkern, Hafenkranen, Deckkranen auf Schiffen, Mobilkranen oder auch größeren Baggern.
Elektro-hydraulischer Antrieb: Ein Hydrauliksystem wird durch einen Elektromotor angetrieben. Das Hydrauliksystem öffnet und schließt die Schalen des Greifers. Die Steuerung des Greifers (Schalen öffnen/schließen) erfolgt durch das Kabel für die Stromversorgung des Elektromotors.
Diesel-hydraulischer Antrieb: Ein Hydrauliksystem wird durch einen eingebauten Dieselmotor angetrieben. Die Steuerung des Greifers (öffnen/schließen) erfolgt durch eine Funkfernsteuerung.
Greifer werden hauptsächlich für den Schüttgutumschlag in Häfen eingesetzt (Be- und Entladen von Frachtschiffen).